# Goffstown
Goffstown és una població dels Estats Units a l'estat de Nou Hampshire. Segons el cens del 2000 tenia 16.929 habitants.

## Demografia
Segons el cens del 2000, Goffstown tenia 16.929 habitants, 5.641 habitatges, i 4.055 famílies. La densitat de població era de 177,2 habitants per km².
Dels 5.641 habitatges en un 35,3% hi vivien nens de menys de 18 anys, en un 60,5% hi vivien parelles casades, en un 7,8% dones solteres, i en un 28,1% no eren unitats familiars. En el 20,8% dels habitatges hi vivien persones soles el 8,8% de les quals corresponia a persones de 65 anys o més que vivien soles. El nombre mitjà de persones vivint en cada habitatge era de 2,64 i el nombre mitjà de persones que vivien en cada família era de 3,07.
Per edats la població es repartia de la següent manera: un 22,7% tenia menys de 18 anys, un 15,2% entre 18 i 24, un 29,1% entre 25 i 44, un 20,9% de 45 a 60 i un 12,1% 65 anys o més.
L'edat mediana era de 35 anys. Per cada 100 dones de 18 o més anys hi havia 88,9 homes.
La renda mediana per habitatge era de 55.833$ i la renda mediana per família de 61.718$. Els homes tenien una renda mediana de 39.757$ mentre que les dones 30.000$. La renda per capita de la població era de 21.907$. Entorn del 2,6% de les famílies i el 4,2% de la població estaven per davall del llindar de pobresa.